# Hooton Levitt
Hooton Levitt est un village et une paroisse civile du Yorkshire du Sud, en Angleterre.